# Akastos
Akastos (řecky Ἄκαστος, latinsky Acastus) byl král v Iólku, syn krále Pelia.
Král Peliás byl zákeřný a úskočný, sám se zmocnil trůnu neprávem, když sesadil právoplatného dědice trůnu Aisona. Když se po létech hlásil o svá práva Aisonův syn Iásón, Peliás jej jako podmínku poslal do daleké Kolchidy pro zlaté rouno. Iásón zorganizoval velkou výpravu Argonautů, velkých a hrdinných mužů, kteří s ním podnikli nebezpečnou plavbu ke králi Aiétovi. Na cestách prožili mnohá dobrodružství, Iásón s pomocí své pozdější manželky Médei získal zlaté rouno, na útěku zabili Apsyrta, Médeina bratra.
Po návratu do Iólku však Peliás opět vládu odmítl vydat, takže ho Médeia po dohodě s Iásónem a s nevědomou pomocí Peliových dcer zabila a místo omlazení ho nechala zemřít. Peliovy dcery zešílely.
Po smrti krále Pelia se stal králem v Iólku jeho syn Akastos. Akastos za hrozný čin Iásóna a Médeiu vyhnal z království a prohlásil se za iólského krále. Jeho vláda však neměla dlouhého trvání. Zabil ho fthíjský král Péleus, který u Akasta našel útočiště. Do Pélea se však zamilovala Akastova manželka, její láska však nebyla opětovaná a ona Pélea ze msty obvinila, že ji chtěl svést. Akastos jí uvěřil, rozhodl se Pélea zabít, avšak dopadlo to obráceně: Péleus zabil oba — Akasta i jeho ženu.